# Geigen-Feige
Die Geigen-Feige (Ficus lyrata) ist eine Pflanzenart aus der Gattung der Feigen (Ficus) innerhalb der Familie der Maulbeergewächse (Moraceae). Die beliebte Zimmerpflanze verdankt ihren Namen den gewellten, großen Blättern, die an die Form einer Geige erinnern.

## Beschreibung

### Vegetative Merkmale

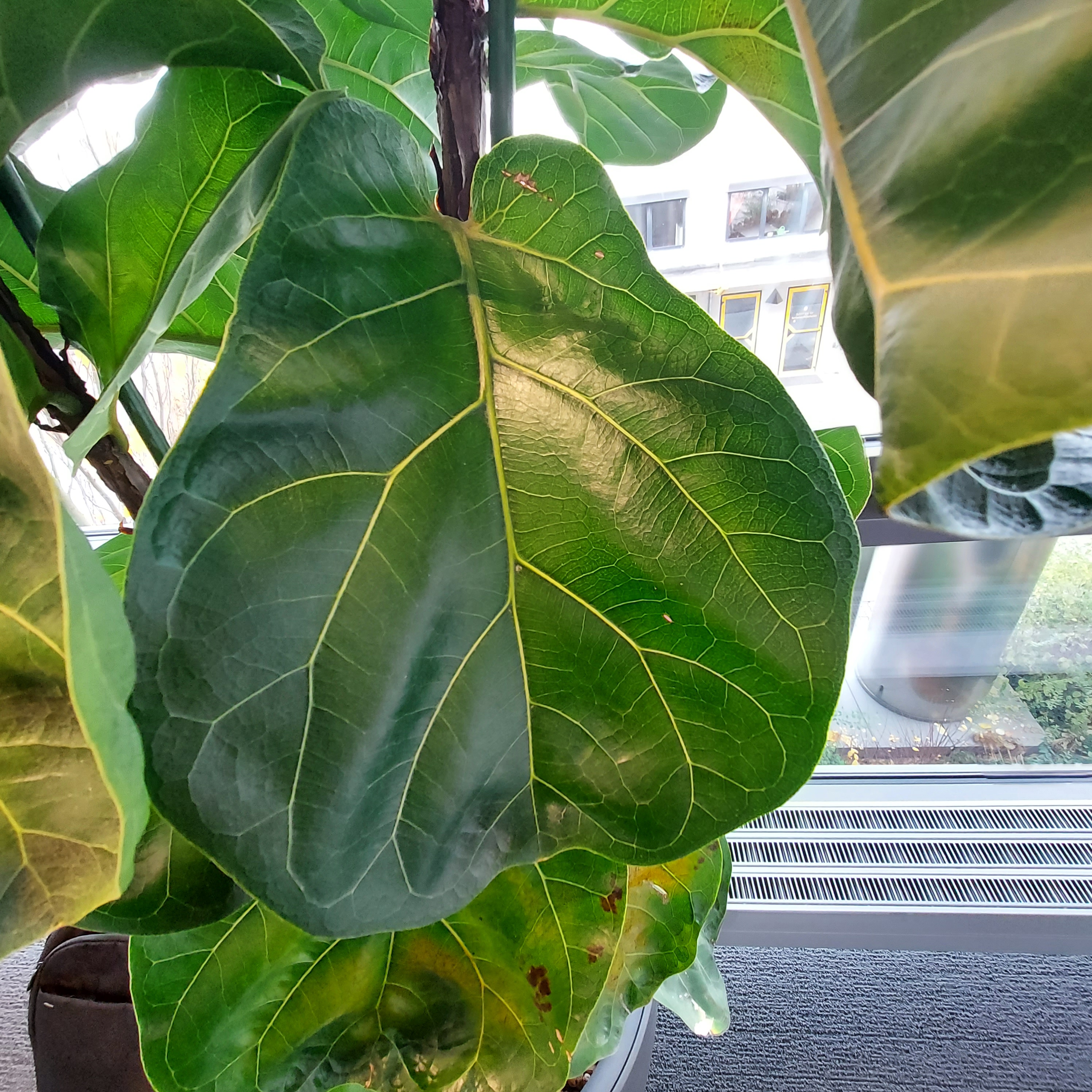
Geigenförmiges Blatt mit charakteristischem Glanz

Die Geigen-Feige wächst als immergrüner Baum oder Strauch und erreicht Wuchshöhen von 10 bis 16 Metern, in ihrer Heimatregion bis 25 Meter. Sie gedeiht entweder epiphytisch, terrestrisch oder als Würgefeige.
Die Laubblätter sind wechselständig und spiralig angeordnet. Die kahle Blattspreite ist bei einer Länge von 20 bis 45 Zentimetern sowie einer Breite von 12 bis 28 Zentimetern geigenförmig, gewellt und ganzrandig. Die Spreitenbasis ist mehr oder weniger tief herzförmig. Die Blätter sind dunkelgrün, glänzend und mit deutlich sichtbarer Blattspreite. Die Pflanze ist immergrün.

### Generative Merkmale
Die Geigenfeige bildet ihre becherförmigen, kleinen Blüten vor allem im Freiland. Sie werden von Feigenwespen bestäubt. Die Feigenfrüchte sind 3–4 cm groß und grün. Als Kübelpflanze blüht sie sehr selten. Sie wird stattdessen durch Kopfstecklinge vermehrt.

## Ökologie
Wie viele andere Feigen-Arten auch kann die Geigen-Feige nur durch eine bestimmte Feigenwespe bestäubt werden, in diesem Fall ist dies Agaon spatulatum, und auch die Wespe kann ihre Eier nur in die „Frucht“ der Geigen-Feige ablegen.

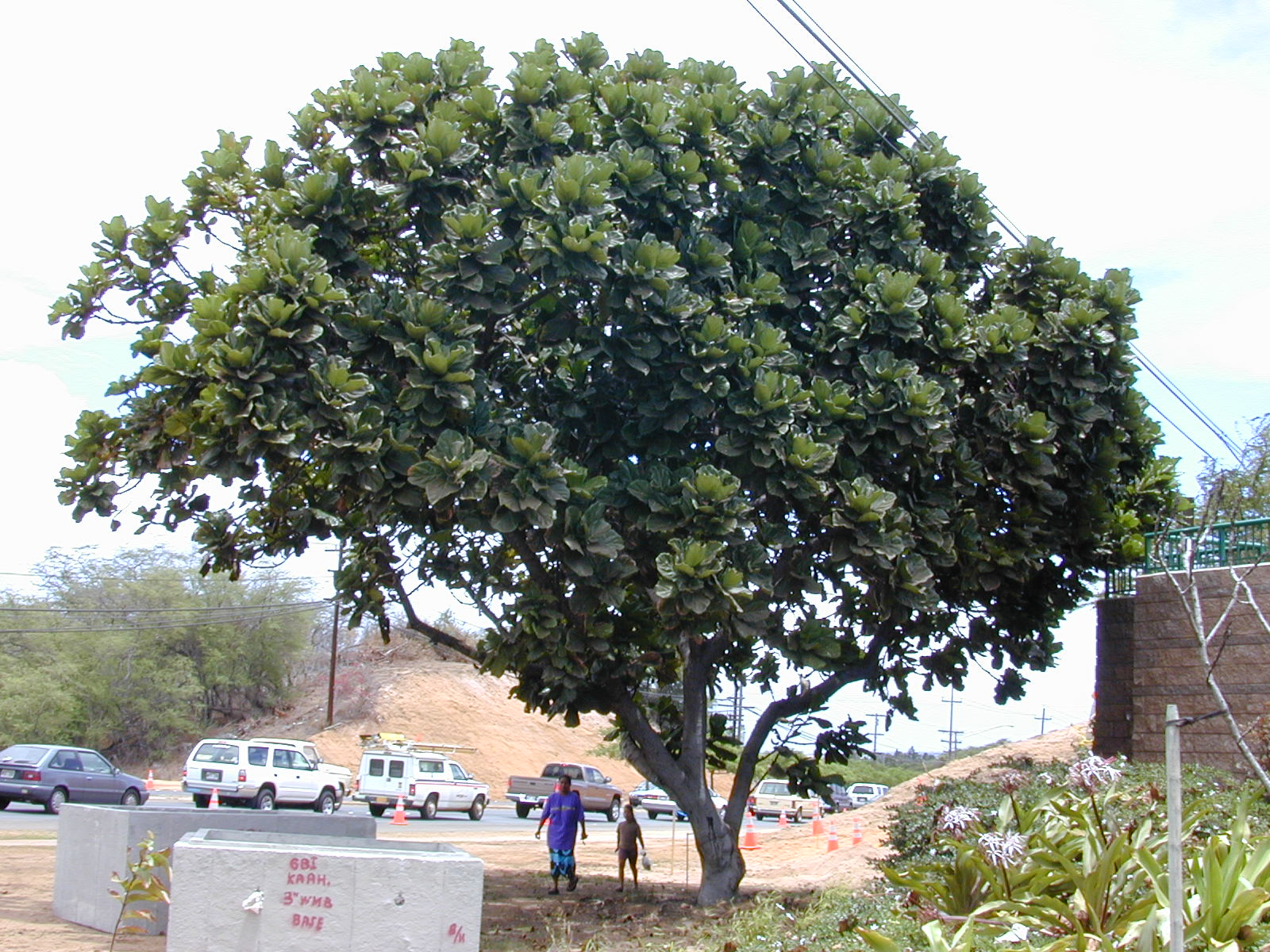
Geigen-Feige auf Maui

## Vorkommen
Die Geigen-Feige ist heimisch im tropischen West- und Zentralafrika in den Staaten Benin, Elfenbeinküste, Gabun, Kamerun, Liberia, Nigeria, Sierra Leone und Togo. In den Tropen und Subtropen ist sie eine beliebte Zierpflanze und zum Teil verwildert, so zum Beispiel auf Hawaii.
Die Geigen-Feige kommt in Regenwäldern unter anderem zusammen mit Ficus pseudomangifera, Discoglypremna caloneura, Antidesma laciniatum, Parinari glabra, Pauridiantha und Leptaspis cochleata vor.

## Taxonomie
Die Erstbeschreibung von Ficus lyrata erfolgte 1894 durch Otto Warburg in Botanische Jahrbücher für Systematik, Pflanzengeschichte und Pflanzengeographie, Band 20, S. 172–173. Ein Synonym für Ficus lyrata Warb. ist Ficus pandurata Hance.

## Nutzung
Die Geigen-Feige wird in tropischen Parks und Gärten als Zierpflanze verwendet. In Regionen mit Frostzeiten ist sie nur für Gewächshäuser und Innenräume geeignet.
Die Geigen-Feige wird auch als Zimmerpflanze verwendet, die sich auch für Hydrokultur eignet. Sie ist gegen Standortwechsel und Kälte empfindlich. Aufgrund ihres großen Wuchses von 2–4 m im Kübel ist sie beliebt für Büros. Aufgrund ihrer Giftigkeit wird sie für Haushalte mit Kleinkindern nicht empfohlen.